# Baleine à bec de Gray
Mesoplodon grayi
Espèce
Statut de conservation UICN

 DD  : Données insuffisantes
Statut CITES
La baleine à bec de Gray (Mesoplodon grayi) est une espèce de cétacés de la famille des Ziphiidae.